# Aprendiendo a morir (película)
Aprendiendo a morir es una película biográfica española dirigida por Pedro Lazaga en1962. Esta protagonizada por Manuel Benítez, el Cordobés, Maruja Bustos, Ismael Merlo, Manuel Zarzo y Jesús Puente.
Se trata de la historia biográfica del protagonista, Manuel Benítez, el Cordobés, convertida en película.

## Sipnosis
En la España de la posguerra, en una época de pobreza y de hambre, un hombre trata de convertirse en torero para salir de la miseria. Manolo (Manuel Benítez) invade una finca privada y mata un toro semental por lo que es encarcelado. En prisión, su compañero Jeremías (Félix Fernández) le dice que se olvide de los toros, pero a Manolo en cuanto sale de la cárcel, le puede su afición por lo que frecuenta las plazas de toros y los tentaderos taurinos. Pone rumbo a Madrid y por el camino conoce a Carmela (Maruja Bustos) y a Juan (Jesús Colomer), otro aspirante a torero... Al final consigue el éxito y la fama.

## Reparto
| Actor/Actriz                | Personaje              |
| --------------------------- | ---------------------- |
| Manuel Benítez, El Cordobés | Manuel Benítez         |
| Maruja Bustos               | Carmela                |
| Ismael Merlo                | Rafael Sánchez         |
| Jesús Colomer               | Juan Romero            |
| Manuel Zarzo                | Pepe Molina            |
| Paula Martel                | Lali                   |
| Lina Yegros                 | Sor Mariana            |
| Elvira Quintillá            | Ángeles                |
| Félix Fernández             | Jeremías               |
| José Orjas                  | Jerónimo               |
| Francisco Bernall           | Hombre de la bicicleta |
| Jesús Puente                | Marcos                 |
| Juan Cortés                 | Comisario              |
| Rogelio Madrid              | Torero en coche        |

## En televisión
Fue emitida en el popular programa Cine de barrio de Televisión Española el 4 de mayo de 2013, con la presentación de Concha Velasco y la intervención en el programa del periodista y guionista Tico Medina.
El 15 de noviembre de 2015 se volvió a emitir en el programa Nuestro cine de Trece Tv